# Птицефабрика (Брестская область)
Птицефа́брика (бел. Птушкафабрыка) — посёлок в Кобринском районе Брестской области Белоруссии. Входит в состав Батчинского сельсовета.
По данным на 1 января 2016 года население составило 715 человек в 251 домохозяйстве.
В посёлке расположены ясли-сад и магазин.

## География
Посёлок расположен в 2 км к северо-западу от города и станции Кобрин и в 55 км к востоку от Бреста, на автодороге Р104 Кобрин-Жабинка.
На 2012 год площадь населённого пункта составила 1,65 км² (165 га).

## История
Населённый пункт основан в 1962 году одновременно с птицефабрикой. В разное время население составляло:
- 1999 год: 202 хозяйства, 707 человек;
- 2005 год: 216 хозяйств, 669 человек;
- 2009 год: 684 человек;
- 2016 год[2]: 251 хозяйство, 715 человек;
- 2019 год[1]: 650 человек.